# Atemporal (álbum de Cotonete e Di Melo)
Atemporal é o oitavo álbum de estúdio do músico recifense Di Melo e o terceiro álbum de estúdio da banda parisiense Cotonete, lançado em 27 de maio de 2019 pela gravadora Favorite Recordings. Tem a participação da filha de Di Melo, Gabi di Abade, nas faixas "A.E.I.O.U. (Album Mix)", "Mulher Instrumento Part. 1 & 2" e "Canto da Yara".

## História
A história do álbum começa em 2017, quando a banda Cotonete estava com alguns dias de folga em São Paulo e tinha a ideia de fazer um álbum em colaboração com um artista brasileiro. Por meio da engenheira de som Rafaela Prestes, eles receberam o contato da esposa de Di Melo, Jô Abade, responsável pela sua carreira. Ela conta que quando a banda a ligou, ela entendia pouquíssimo da língua francesa, mas com um pequeno esforço, eles conseguiram se comunicar. Foi marcado um encontro da banda com Di Melo, Jô e Gabi di Abade na Vila Madalena.
No encontro, Di Melo apresentou algumas canções a banda, que se emocionou junto a ele. Então, a banda logo convidou Di Melo para gravar um disco, já que tinham a ideia citada no começo do texto havia algum tempo.

### Turnê e divulgação do álbum
Di Melo aceitou e partiu para a Europa em 2018, onde fez shows em diversos países para divulgar o single do álbum, "A.E.I.O.U.". O show que mais chamou a atenção de Di Melo e a banda Cotonete durante a turnê foi em um vilarejo próximo a Toulouse. Estava chovendo muito e havia pessoas do mundo inteiro assistindo-os. Além disso, nessa região havia uma organização não governamental. Di Melo também ficou contente quando ganhou um colar em prata batida (berloque) de uma alemã.

### Gravação e lançamento
Di Melo e sua família ficaram num hotel de Paris durante um mês, em frente a Torre Eiffel. Depois, foram todos pra São Paulo e ficaram em estúdio por uma semana com a Cotonete, que pagou o estúdio e levou as masters para a gravadora francesa Favorite Recordings. Em seu aniversário de 70 anos (dia 22 de abril de 2019), Di Melo fez o "Baile do Di Melo" no Mundo Pensante, São Paulo e lançou o álbum no Brasil.

## Lista de faixas
| N.º | Título                           | Duração |  |
| 1.  | "Papos Desconexos Part. 1"       | 4:58    |  |
| 2.  | "Papos Desconexos Part. 2"       | 2:44    |  |
| 3.  | "A.E.I.O.U. (Album Mix)"         | 6:30    |  |
| 4.  | "Mulher Instrumento Part. 1 & 2" | 9:36    |  |
| 5.  | "Canto da Yara"                  | 7:10    |  |
| 6.  | "Kilariô (2019 Version)"         | 4:19    |  |
| 7.  | "Linhas de Alinhar"              | 6:10    |  |
| 8.  | "Verso e Prosa"                  | 6:10    |  |

- Todas as canções foram compostas por Di Melo, exceto "Linhas de Alinhar", de Di Melo e Geraldo Vandré.[1]
- Participação de Gabi di Abade nas faixas "A.E.I.O.U. (Album Mix)", "Mulher Instrumento Part. 1 & 2" e "Canto da Yara".[1]